# Michail Tarielowitsch Loris-Melikow

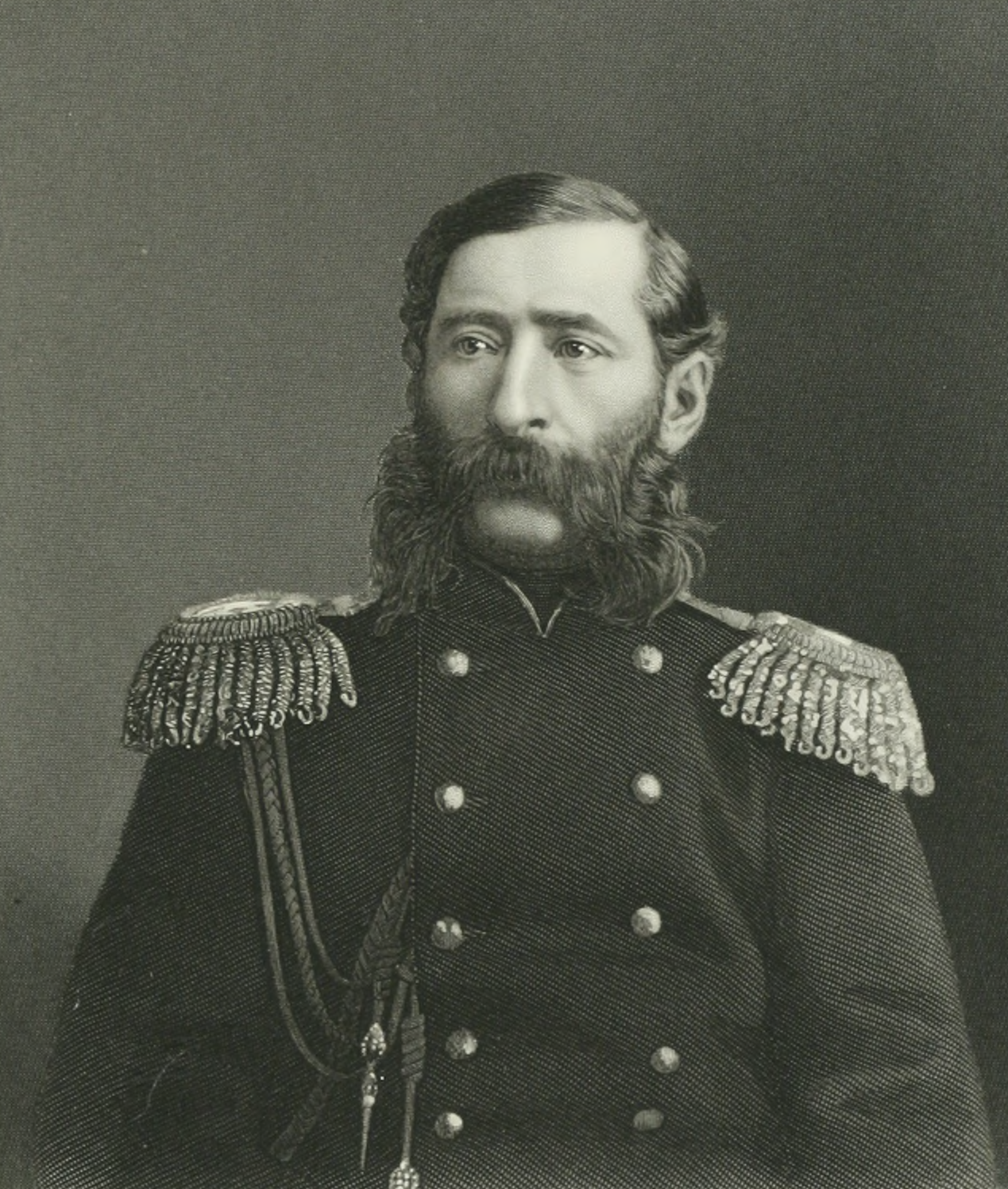
Michael Loris-Melikow

Graf Michael Tarielowitsch Loris-Melikow (russisch Михаил Тариелович Лорис-Меликов, wiss. Transliteration Michail Tarielovič Loris-Melikov, armenisch Միքայել Տարիելի Լորիս-Մելիքով, georgisch მიხეილ ტარიელის ძე ლორის-მელიქოვი; * 19. Oktoberjul. / 31. Oktober 1824greg. in Tiflis; † 12. Dezemberjul. / 24. Dezember 1888greg. in Nizza) war ein General der russischen Armee, russischer Innenminister und Chef der russischen Geheimpolizei.

## Leben
Graf Loris-Melikow, Sohn eines armenischen Kaufmanns adliger Geburt, wurde in der Gardejunkerschule zu Petersburg erzogen, trat 1843 als Kornett in das Gardehusarenregiment von Grodno, wurde 1847 Adjutant des Generals Woronzow im Kaukasus und beteiligte sich an den dortigen Kämpfen.
Er wurde 1851 Major, befehligte 1854 als Oberst bei der Belagerung von Kars eine aus verschiedenen Stämmen gebildete Legion, wurde nach Eroberung dieser Festung deren Gouverneur und Generalmajor, 1863 Generalleutnant, 1865 Generaladjutant, 1875 General der Kavallerie und dem Großfürsten Michael attachiert.
1876 zum Kommandeur des in Armenien aufgestellten Kaukasischen Korps ernannt, überschritt er im Russisch-Türkischen Krieg (1877–1878) am 24. April 1877 bei Alexandropol mit demselben die türkische Grenze, schloss Kars ein und drang in raschem Siegeslauf bis in die Nähe von Erzurum vor, erlitt aber bei seinem Sturm auf die Stellung durch Muhtar Paschas bei Sewiu am 25. Juni eine empfindliche Niederlage und musste die Belagerung von Kars aufheben. Ein Angriff auf die weit vorgedrungenen Türken am 18. August misslang ebenfalls, und am 25. August entriss Muhtar Pascha in der Schlacht von Kizil-Tepe den Russen auch die Position von Baschkadiklar. Am 15. Oktober errang aber Loris-Melikow den Sieg in der Schlacht im Aladscha-Gebirge, eroberte am 17. November die Festung Kars und siegte am 4. Dezember nochmalig bei Deweboyun.
Er wurde am 29. April 1878 in den Grafenstand erhoben und Anfang 1879 zum Generalgouverneur der Gouvernements Astrachan, Samara und Saratow ernannt. Dort bekämpfte er erfolgreich die erneut ausgebrochene Pestepidemie. Nach der erfolgreichen Unterdrückung der Pest erhielt er am 20. April den Posten eines Generalgouverneurs von Charkow, wo er ebenso viel Umsicht wie Festigkeit in der Unterdrückung der nihilistischen Umtriebe zeigte. Die Untaten der Nihilisten und die zunehmende Gefahr sind der Grund für die Ernennung Loris-Melikows zum Chef einer obersten Exekutivkommission (24. Februar 1880).
Nachdem im Februar 1880 eine Explosion einer Dynamitladung den Winterpalast in Sankt Petersburg erschüttert hatte, wurde Loris-Melikow an die Spitze der Höchsten Exekutivkommission gestellt. Ein gegen ihn gerichtetes Attentat eines Nihilisten, bei welchem er unverletzt blieb (3. März), steigerte seine Popularität. Den Nihilismus wollte er nicht nur mit Gewalt, sondern auch durch Reformen bekämpfen. Im August 1880 wurde er zum Minister des Innern ernannt; er übte als solcher eine sehr energische, weit greifende und vielverheißende Wirksamkeit aus und bewog Alexander II. zu dem Plan, eine Art Volksvertretung zu berufen. Die Ermordung des Zaren im März 1881 vereitelte die Verwirklichung. Ein Freund veröffentlichte den Entwurf 1893 unter dem Titel Konstituzia Grafa Loris-Melikowa in London. Die zuvor unmittelbar dem Zaren unterstehende Geheimpolizei Dritte Abteilung wurde dem Innenministerium unterstellt und damit Loris-Melikow übertragen.
Unter Alexander III. erwies sich Loris-Melikows Stellung infolge des Einflusses der Moskauer Partei unhaltbar, und er wurde am 16. Mai 1881 entlassen und durch den Grafen Ignatjew ersetzt.
Im Dezember 1880 wurde er Ehrenmitglied der Russischen Akademie der Wissenschaften in St. Petersburg.